# Frieder Bernius

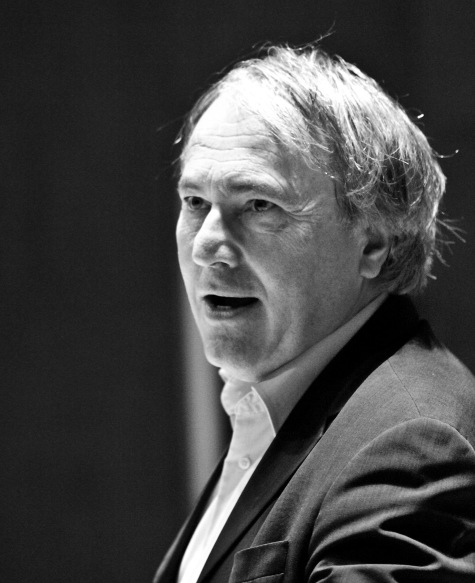
Frieder Bernius (2014)

Frieder Bernius (* 22. Juni 1947 in Ludwigshafen am Rhein) ist ein deutscher Chor- und Orchesterdirigent.

## Leben und Wirken
Frieder Bernius wurde 1947 im Ludwigshafener Stadtteil Oppau als zweites von vier Kindern einer protestantischen Pfarrfamilie geboren. Früh hatte er Klavier- und Geigenunterricht, sang im Chor der heimischen Kirchengemeinde sowie in der Evangelischen Jugendkantorei der Pfalz und nahm Orgelunterricht bei KMD Karl Kohlmeyer. Nach dem Abitur am altsprachlichen Karl-Friedrich-Gymnasium in Mannheim studierte er Musik und Musikwissenschaft an der Musikhochschule Stuttgart sowie an der Universität Tübingen. Er besuchte Meisterkurse bei u. a. Witold Rowicki, Sergiu Celibidache, Edward Downes und Otmar Suitner.
Während seines Studiums legte er mit der Gründung des Kammerchors Stuttgart im Alter von 20 Jahren den Grundstein seiner freiberuflichen Tätigkeit. Nachdem sein Schwerpunkt in den ersten zehn Jahren vor allem auf der Interpretation von A-cappella-Musik lag, dehnte er sein Repertoire bald auf alle anderen Genres und Stile aus.
Seit 1977 arbeitet Frieder Bernius auch mit führenden Orchestern zusammen. Er unternahm außerdem Gastproduktionen mit den Rundfunkchören des SDR, NDR, WDR und des RIAS Berlin. Ab Mitte der 1980er Jahre wandte er sich verstärkt der historischen Aufführungspraxis zu.
1987 rief Frieder Bernius dazu die Internationalen Festtage Alter Musik (heute: Festival Stuttgart Barock) ins Leben. 1991 gründete er außerdem das Barockorchester Stuttgart, welches sich spezialisiert auf das 18. Jahrhundert, aus führenden Musikern der historischen Aufführungspraxis zusammensetzt. In dasselbe Jahr fällt auch die Gründung der Klassischen Philharmonie Stuttgart, die für Aufführungen chorsinfonischer Werke in großer Besetzung das orchestrale Pendant zum Kammerchor Stuttgart darstellt.
Im Jahr 1998 erhielt Frieder Bernius eine Honorarprofessur an der Musikhochschule Mannheim. Am Leopold-Mozart-Zentrum in Augsburg und der Musikhochschule Würzburg gibt er regelmäßig Oratorienkurse für Sänger. Ab 2000 war er künstlerischer Leiter von ChorWerkRuhr, welches er mitbegründet hatte, und gehörte bis 2003 mit den Ruhrfestspielen und der Ruhrtriennale zusammen.
2006 gründete Frieder Bernius mit der Hofkapelle Stuttgart ein Ensemble, das sich auf historischen Instrumenten dem Repertoire des frühen 19. Jahrhunderts widmet.
Seit 2009 ist Frieder Bernius Präsident der Johann-Nepomuk-David-Gesellschaft. Seit 2021 ist er zudem Präsident der Gesellschaft für Musikgeschichte in Baden-Württemberg.
Er ist Vorsitzender und Künstlerischer Leiter des Musik Podium Stuttgart, einer freien Kulturinstitution, welche die Aktivitäten des Dirigenten und der Ensembles Kammerchor Stuttgart, Barockorchester Stuttgart, Hofkapelle Stuttgart und Klassische Philharmonie Stuttgart koordiniert und bündelt. Dazu gehört auch die Organisation des Festival Stuttgart Barock und des seit 2003 stattfindenden Open Air Schloss Solitude.

### Wiederaufführungen und Uraufführungen
Neugier auf unbekannte Partituren zeichnen Frieder Bernius aus. Seit 1992 brachte er Wiederaufführungen von Opern des 18. Jahrhunderts auf die Bühne. Aus den Autographen gedruckt ließ er Werke von Johann Adolph Hasse, Jean-Philippe Rameau, Ignaz Holzbauer, Christian Cannabich, Niccolò Jommelli, Johann Gottlieb Naumann, Johann Wenzel Kalliwoda, Justin Heinrich Knecht und Johann Rudolf Zumsteeg wieder erklingen. Von Zumsteegs Die Geisterinsel, Jommellis Il Vologeso und dessen Didone abbandonata, Schuberts Sacontala, Naumanns Aci e Galatea, Danzis Bergeist und Knechts Aeolsharfe machte Frieder Bernius Ersteinspielungen, wobei Didone mit dem Gramophone Magazine Editors Choice ausgezeichnet wurde.
Seit 1976 wurden unter der Leitung von Frieder Bernius zeitgenössische Kompositionen uraufgeführt, u. a. Werke von Theodor W. Adorno, Heimo Erbse, Johann Nepomuk David, Karl Michael Komma, Karl Marx, Arthur Dangel, Sofia Gubaidulina, Clytus Gottwald, Paul Frehner, Volker Plangg, Augustinus Franz Kropfreiter, Gerald Bennett, Albrecht Imbescheid, David Kosviner, Karl-Heinz Isele, Detlef Dörner, Christian Münch oder Charlotte Seither.

### Internationale Tätigkeit
Frieder Bernius wird weltweit zu Meisterkursen, Wettbewerben, Festivals und Gastdirigaten eingeladen. In den Jahren 1990, 1995, 1999 und 2005 leitete er den Weltjugendchor der Jeunesses Musicales und der IFCM in Skandinavien, Kroatien und Kanada.
Auf dem Weltsymposium der Chormusik trat er mit dem Kammerchor Stuttgart in Wien (1987), Stockholm (1990), Sydney (1996) und in Seoul (2014) auf.
Regelmäßige Tourneen führen Frieder Bernius und seine Ensembles in renommierte Konzerthäuser und zu bekannten Festivals in ganz Europa. Außereuropäische Konzertreisen machte er vor allem mit seinem Chor nach Fernost (1988, 1996, 2000, 2006, 2008, 2012, 2014, 2015), Australien (1996), USA (1989, 1999, 2012), Kanada (1992, 1993, 1999, 2004, 2012) und Südamerika (2010). 2000 und 2002 war er Leiter einer Sommerakademie in Winnipeg/Kanada.
Im Rahmen der deutsch-israelischen Beziehungen reist der Kammerchor Stuttgart seit 1984 alle zwei Jahre für eine Konzerttournee in den Nahen Osten und arbeitet dort mit Orchestern wie dem Israel Chamber Orchestra oder dem Israel Symphony Orchestra zusammen.
Im Rahmen der baden-württembergischen Kulturbeziehungen unterhält er als Botschafter Baden-Württembergs intensive Beziehungen zu Orchestern in Toronto sowie dem ungarischen Danubia Orchester Budapest und der Sinfonia Varsovia aus Warschau.

## Einspielungen

### Liste nach Erscheinungsjahr
Bei Einspielungen, die als LP und später erst als CD veröffentlicht wurden, wird hier ausschließlich die erste LP-Veröffentlichung aufgeführt.
 1975–1982: 
- Reger, Max: Choralkantaten - Drei Chöre op. 6 | Drei Gesänge op. 111 (1975)
- Mendelssohn Bartholdy, Felix: Psalmen und Choralmotetten (1976)
- Schumann, Robert: Romanzen, Balladen und Lieder | Lieder und Gesänge (1978)
- Haydn, Josef: Stabat Mater in Es-Dur | Salve Regina in F-Dur (1978)
- Haydn, Josef: Salve Regina in g-Moll | Missa Nr. 6in G-Dur (Nicolaimesse) (1979)
- Haydn, Josef: Missa solemnis Nr. 5 in C-Dur (Caecilienmesse) | Missa solemnis Nr. 8 in C-Dur (Mariazeller Messe) (1979)
- Haydn, Josef: Stabat Mater (1979)
- Marx, Karl: Bist du auch Meere weit (1979)
- Schumann, Robert: Lieder und Gesänge (1980)
- Haydn, Josef: Nelsonmesse - Messe in d-Moll | Responsoria di Venerabili I salve Regina (1981)
- Mendelssohn Bartholdy, Felix: Vier Geistliche Kantaten (1981)
- Haydn, Josef: Die sieben letzten Worte unseres Erlösers am Kreuze (1982)
- Monteverdi, Claudio: Selva Morale e Spirituale (1982)

 1983–1987: 
- Monteverdi, Claudio: Festmusik in San Marco (1983)
- Mendelssohn Bartholdy, Felix: Hora Est (1983)
- Mendelssohn Bartholdy, Felix: Hör mein Bitten (1983)
- Monteverdi, Claudio: Selva Morale e Spirituale | Missae et Psalmi (1984)
- Brahms, Johannes: Quartette für vier Singstimmen mit Klavier (1984)
- Mendelssohn Bartholdy, Felix: Vom Himmel hoch (1985)
- Schubert, Franz: Chorwerke (1987)
- Mendelssohn Bartholdy, Felix: Christus op. 97 (1987)

 1988–1992: 
- Rheinberger, Josef Gabriel: Cantus Missae (1989)
- Zelenka, Jan Dismas: Missa dei Filii ZWV 20 | Litaniae Lauretanae ZWV 152 (1989)
- Schütz, Heinrich: Symphoniae Sacrae III (1989)
- Monteverdi, Claudio: Vespro della beata vergine - Marienvesper (1989)
- Bach, Johann Sebastian: Motetten BWV 225-229 (1990)
- Schütz, Heinrich: Historien der Geburt und Auferstehung Jesu Christi (1991)
- Schütz, Heinrich: Psalmen Davids (1991)
- Bach, Johann Sebastian: Weltliche Kantaten BWV 207a | BWV 206 (1991)
- Bruckner, Anton: Messe Nr. 2 in e-Moll | Motetten (1992)
- Gluck, Christoph Willibald: Orfeo ed Euridice (1992)

 1993–1997: 
- Grass, Günter: Das Treffen in Telgte - Lesung aufgezeichnet im Rahmen der Ludwigsburger Schlossfestspiele 1982 (1995)
- Jommelli, Niccolò: Didone abbandonata (1995)
- Schubert, Franz: Es-Dur Messe D 950 (1996)
- Brahms, Johannes: Warum ist das Licht gegeben (1996)
- Mendelssohn Bartholdy, Felix: Wie der Hirsch schreit (1997)
- Mendelssohn Bartholdy, Felix: Denn er hat seinen Engeln befohlen (1997)
- Jommelli, Niccolò: Il Vologeso (1997)
- Brahms, Johannes: Lieder, Romanzen und Gesänge (1997)
- Zelenka, Jan Dismas: Missa Omnium Sanctorum (1997)

 1998–2003: 
- Brahms, Johannes: Ein deutsches Requiem op. 45 (1998)
- Mendelssohn Bartholdy, Felix: Ein Sommernachtstraum op. 21 | op. 61 (1998)
- Mendelssohn Bartholdy, Felix: Verleih uns Frieden  (1999)
- Mozart, Wolfgang Amadeus: Requiem KV 626 (2000)
- Zelenka, Jan Dismas: Missa Dei Patris (2000)
- World Youth Choir '99: Werke von Alfred Schnittke, Damijan Močnik und Jan Sandström (2000)
- Ligeti, György: Lux aeterna (2000)
- Naumann, Johann Gottlieb: Aci e Galatea (2002)
- Reicha, Antonín: Lenore - Dramatische Kantate (2003)
- Schönberg, Arnold | Strauss, Richard: Verklärte Nacht | Metamorphosen

 2004–2008: 
- Homilius, Gottfried August: Sehet, welch eine Liebe - Motetten (2004)
- Bach, Johann Sebastian | Bach, Carl Philipp Emanuel: Osteratorium BWV 249 | Danket dem Herrn / Heilig (2005)
- Bach, Johann Sebastian: Messe in h-Moll BWV 232 (2006)
- Kalliwoda, Johann Wenzel: Sinfonie No. 5 op. 106 | Sinfonie No. 6 op. 132 (2006)
- Mendelssohn Bartholdy, Felix: Hebe Deine Augen auf (2006)
- Mendelssohn Bartholdy, Felix: Paulus op. 36 (2007)
- Schubert, Franz | van Beethoven, Ludwig | Hartmann, Karl Amadeus: Ouvertüre in c-Moll D 8 | Streichquartett in F-Dur op. 135 | Concerto funebre (2007)
- Schubert, Franz: Sakontala (2008)
- Mendelssohn Bartholdy, Felix: Magnificat (2008)
- Mendelssohn Bartholdy, Felix: Herr Gott, dich loben wir (2008)
- Mendelssohn Bartholdy, Felix: Elias op. 70 (2008)
- Mendelssohn Bartholdy, Felix: Lobgesang op. 52 (2008)
- Mendelssohn, Arnold: Motetten zur Weihnacht | Deutsche Messe op. 89 (2008)

 2009–2010: 
- Mendelssohn Bartholdy, Felix: Antigone op. 55 (2009)
- Mendelssohn Bartholdy, Felix: Oedipusin Kolonos op. 93 (2009)
- Händel, Georg Friedrich: Messiah HWV 56 (2009)
- Händel, Georg Friedrich: Messiah - The Choruses (2009)
- Ravel, Maurice | Debussy, Claude | Schumann, Robert | Daniel-Lesur, Jean-Yves | Fasch, Johann Friedrich: Hohes Lied (2009)
- Knecht, Justin Heinrich: Die Aeolsharfe | Der Triumph der Musik und Liebe (2009)
- Zelenk, Jan Dismas: Missa Votiva ZWV 12 (2010)
- Cherubini, Luigi: Requiem in c (2010)
- Burgmüller, Norbert: Sinfonien Nr. 1 & 2 (2010)

 2011–2015: 
- Zumsteeg, Johann Rudolph: Die Geisterinsel (2011)
- Ott, Nicolai: Herr, auf sich traue ich (2012)
- Bach, Johann Sebastian: Motetten BWV 225 - 230 (2012)
- Knecht, Justin Heinrich: Grande Symphonie | Orchesterwerke und Arien (2012)
- Burgmüller, Norbert: Klavierkonzert op. 1 (2013)
- Danzi, Franz: Der Berggeist (2013)
- van Beethoven, Ludwig: Missa in C op. 86 (2013)
- Bach, Carl Philipp Emanuel: Die Israeliten in der Wüste | Oratorium Wq 238 (2014)
- Schubert, Franz: Lazarus, oder: Die Feier der Auferstehung D 689 (2014)
- Spohr, Louis: Die letzten Dinge | Oratorium (2014)
- Bach, Johann Sebastian: Osteroratorium BWV 249 | Himmelfahrtsoratorium BWV 11 (2015)
- Taipei Male Choir: Romantic Moments for Male Choir | Geistliche Chorwerke (2015)

 2016–2018: 
- Reger, Max: Motetten op. 110 (2016)
- Bach, Johann Sebastian: Matthäus-Passion BWV 244 (2016)
- Spohr, Louis: Messe op. 54 | Psalmen op. 85 (2016)
- Mozart, Wolfgang Amadeus: Missa in c | Große Messe KV 427 (2016)
- Kalliwoda, Johann Wenzel: Orchesterwerke (2016)
- Mendelssohn Bartholdy, Felix: Lieder im Freien zu singen (2017)
- Ligeti, György: Requiem | Lux aeterna | Werke von Debussy und Ravel (bearb. von C. Gottwald) (2017)
- Hasse, Johann Adolph: Attilio Regolo | Oper in drei Akten (2017)
- Monteverdi, Claudio | Schütz, Heinrich | Zelenka, Jan Dismas | Bach, Johann Sebastian | Gluck, Christoph Willibald | Bruckner, Anton | Brahms, Johannes: Frieder Bernius - Complete Sony Classical Recordings
- Bach, Johann Sebastian: Cantata | Eine feste Burg BWV 80 | Missa in g BWV 235 (2017)
- Mendelssohn Bartholdy, Felix: Streichersinfonien Nr. 7 d-Moll & Nr. 9 C-Dur & Nr. 12 g-Moll (2018)
- Haydn, Josef: Stabat Mater (2018)
- Holzbauer, Ignaz: Der Tod der Dido
- Zelenka, Jan Dismas: Missa Sancti Josephi (2018)

 2019–2020: 
- Fasch, Carl Friedrich Christian | Scarlatti, Domenico: Missa a 16 voci | Stabat Mater (2019)
- Altnikol, Johann Christoph | Bach, Johann Christoph Friedrich: Choralmotetten (2019)
- Fährmann, Hans: Motetten op. 34, 45, 56 (2019)
- van Beethoven, Ludwig: Missa solemnis D-Dur op. 123 (2019)
- Mendelssohn Bartholdy, Felix: Die Erste Walpurgisnacht op. 60 - Kantate (2020)
- Reicha, Antonín: Lenore - Dramatische Kantate
- Cherubini, Luigi: Messe solennelle Nr. 2 d-Moll (2020)
- Cannabich, Christian: Electra | Melodram (1781) (2020)

 2021–2023: 
- Mendelssohn Bartholdy, Felix: Te Deum (2021)
- Messiaen, Olivier: Cinq rechnats - O sacrum convivium | A-capella-Werke von Debussy, Ravel, Mahler (arr. von C. Gottwald) (2021)
- Haydn, Josef: Die sieben letzten Worte unseres Erlösers am Kreuze (Vokalfassung von 1796) (2022)
- Hasse, Johann Adolph: L'Olimpiade (2022)
- Schubert, Franz: As-Dur-Messe D 678 (2022)
- Mendelssohn Bartholdy, Felix: Chöre für Männerstimmen - Gesamtaufnahme (2022)
- Zelenka, Jan Dismas: Missa gratias agimus tibi | Magnificat (2023)
- Kreutzer, Conradin: Der Taucher - Romantische Oper (Auszüge) (2023)

 Sammlungen 
- 40 Jahre Kammerchor Stuttgart - Werke von Mendelssohn Bartholdy, Homilius, Brahms und Rheinberger (2008)
- Felix Mendelssohn Bartholdy: Gesamtedition des vollständigen geistlichen Vokalwerks - Motetten | Psalmen | Choralkantaten | Lobgesang (2012)
- Felix Mendelssohn Bartholdy: Oratorien - Paulus | Elias | Christus (2013)
- Felix Mendelssohn Bartholdy: Schauspielmusiken - Sommernachtstraum | Antigone | Oedipus in Kolonos (2014)
- Luthers Lieder (2016)
- Felix Mendelssohn Bartholdy: Jauchzet dem Herrn alle Welt - Die Höhepunkte aus der Preisgekrönten Gesamteinspielung unter der Leitung von Frieder Bernius (2018)
- Franz Schubert: Chorwerke | Johannes Brahms: Quartette | Josef Haydn: Nelson Messe, Responsoria de Venerabili, Ave Ragina, Die sieben letzten Worte unseres Erlösers am Kreuze (Vokalfassung) (2020)
- Felix Mendelssohn Bartholdy: Geistliche Chorwerke (2022)

### Liste nach Komponisten
Neben zahlreichen Rundfunk-Produktionen bzw. Live-Mitschnitten liegen folgende LP- bzw. CD-Veröffentlichungen vor:
A - F 
- Albert, Monteverdi, Schütz: Musik zu Günter Grass’ Lesung Ein Treffen in Telgte, aufgezeichnet im Rahmen der Ludwigsburger Schlossfestspiele
- Altnikol, Johann Christoph / Bach, Johann Friedrich: Choralmotetten
- Bach, C. Ph. E.: Die Israeliten in der Wüste
- Bach, Johann Sebastian / Bach, C. Ph. E.:  Osteroratorium / Danket dem Herrn
- Bach, Johann Sebastian: Himmelfahrtsoratorium/Osteroratorium | h-Moll Messe, BWV 232 | Motetten BWV 225-230, BWV nh. 159 (Carus) | Kantaten 206 / 207a | Motetten BWV 225-229 (Sony) | Matthäus-Passion | Cantata Ein feste Burg BWV 80, Missa in g BWV 235
- van Beethoven, Ludwig:  Missa in C op. 86 | Missa Solemnis
- Brahms, Johannes:  Warum ist das Licht gegeben | Ein deutsches Requiem op. 45 | Quartette | Lieder und Romanzen
- Bruckner, Anton: Messe in e-Moll
- Burgmüller, Norbert: Klavierkonzert | Sinfonien Nr. 1 & 2
- Cannabich, Christian: Electra
- Cherubini, Luigi:  Requiem in c | Messe solennelle Nr 2 d-Moll
- Dangel, Arthur: Eve | Violinkonzert
- Danzi, Franz Ignaz: Der Berggeist
- Fasch, Carl Friedrich Christian: Missa a 16 voci, Domenico Scarlatti: Stabat Mater
- Fährmann, Hans: Motetten

G - L 
- Gluck, Willibald:  Orfeo ed Euridice
- Händel, Georg Friedrich: Messiah
- Haydn, Joseph: Die sieben letzten Worte des Erlösers | Nelson-Messe | Stabat Mater| Salve Regina in g-Moll | Missa solemnis Nr. 5 und Nr 8 in C-Dur
- Hasse, Johann Adolph: Atillio Regolo |  L'Olimpiade
- Holzbauer, Ignaz: Der Tod der Dido
- Homilius, Gottfried August: Motetten
- Jommelli, Niccolò: Didone abbandonata (3 CDs) | Il Vologeso (3 CDs)
- Kalliwoda, Johann Wenzeslaus: 5. Sinfonie op. 106, 6. Sinfonie op. 132 | 1. Sinfonie op. 7, Concertino op. 15 für Violine (erscheint 2016) | Orchesterwerke
- Knecht, Justin Heinrich: Die Aeolsharfe | Grande Symphonie
- Lesur, Fasch, Debussy, Schumann: Hohes Lied
- Ligeti, György: Lux aeterna (for 10-16 voices) | Requiem
- Luthers Lieder

M - R 
- Marx, Karl: Bist du auch Meere weit
- Mendelssohn, Arnold: Deutsche Messe und Motetten
- Mendelssohn Bartholdy, Felix: Antigone | Oedipus in Kolonos | CD-Box Geistliche Werke | CD-Box Oratorien | CD-Box Schauspielmusiken | Christus op. 97 (Kirchenw. III) | Denn er hat seinen Engeln befohlen (Kirch. V) | Ein Sommernachtstraum | Elias | Hebe deine Augen auf (Kirchenw. VII) | Herr Gott, dich loben wir (Kirchenw. IX) | Hör mein Bitten (Kirchenw. I)| Lobgesang (Kirchenwerke X) | Magnificat (Kirchenw. VIII) | Lieder, im Freien zu singen (erscheint 2016) | Paulus | Verleih uns Frieden gnädiglich (Kirchenw. VI) | Vom Himmel hoch (Kirchenw. II) | Wie der Hirsch schreit (Kirchenw. IV) | Lieder im Freien zu singen | Streichersinfonien Nr. 7 d-Moll, Nr. 9 C-Dur und Nr 12 g-Moll | Jauchzet dem Herrn der Welt | Hora est | Psalmen und Choralmotetten | Vier Geistliche Kantaten | Geistliches Chorwerk | Schauspielmusiken | Die Erste Walpurgisnacht | Te Deum | Chöre für Männerstimmen
- Messiaen, Olivier: Cinq rechants
- Monteverdi, Claudio: Selva Morale e Spirituale | Vespro della Beata Vergine (1610) | Festmusik in San Marco
- Mozart, Wolfgang Amadeus: Requiem | Missa in c KV 427
- Naumann, Johann Gottlieb: Aci e Galatea (2CDs)
- Nicolai, Otto: Herr, auf dich traue ich
- Reger, Max: Drei Motetten op. 110 | Chöre op. 6, Frauenchöre op. 111b, Choralkant.
- Rheinberger, Joseph Gabriel: Missa in Es-Dur (Cantus Missae) op. 109
- Reicha, Antonin:  Lenora

S - Z 
- Schönberg, Arnold / Strauss, Richard: Verklärte Nacht / Metamorphosen
- Schubert, Franz: Lazarus | Sakontala | Messe in Es-Dur | Chöre mit Klavier|  Messe in As-Dur
- Schubert, Brahms, Haydn: Chorwerke
- Schubert, Beethoven, Hartmann: mit Streicherakademie Bozen
- Schumann, Robert: Romanzen, Balladen und Lieder | Lieder und Gesänge
- Schütz, Heinrich: Psalmen Davids | Weihnachtshistorie und Osterhistorie | Symphoniae Sacrae III
- Spohr, Louis: Die letzten Dinge, Oratorium | Messe op. 54, Psalmen op. 85
- Taipei Male Choir: Romantic Moments for Male Choir
- World Youth Choir ´99: Werke von Schnittke, Močnik, Sandström
- Zelenka, Jan Dismas: Missa dei Patris | Missa Votiva | Missa dei Filii | Missa Omnium Sanctorum | Missa Sancti Josephi| Missa gratias agimus tibi Magnificat
- Zumsteeg, Johann Rudolph: Die Geisterinsel (3 CDs)

### Ausgezeichnete Einspielungen
Edison Award
- 1990: Heinrich Schütz, Symphoniae Sacrae III op. 12 SWV 398–418. Kammerchor Stuttgart, Musica Fiata Köln.
- 2002: Jan Dismas Zelenka, Missa Dei Filii ZWV 20, Litaniae Lauretanae ZWV 152. Kammerchor Stuttgart, Tafelmusik Baroque Orchestra.
- 1992: Johann Sebastian Bach, Weltliche Kantaten. Kammerchor Stuttgart, Concerto Köln.

Diapason d’or
- 1994: Heinrich Schütz, Psalmen Davids SWV 22-47. Kammerchor Stuttgart, Musica Fiata Köln.
- 2002: Wolfgang Amadeus Mozart, Requiem. Kammerchor Stuttgart, Barockorchester Stuttgart.
- 2002: Jan Dismas Zelenka, Missa Dei Patris. Kammerchor Stuttgart, Barockorchester Stuttgart.
- 2003: Johannes Brahms, Warum ist das Licht gegeben. Kammerchor Stuttgart.
- 2009: Franz Schubert, Sakontala. Kammerchor Stuttgart, Die Deutsche Kammerphilharmonie Bremen.
- Norbert Burgmüller, Sinfonien 1 & 2. Hofkapelle Stuttgart.
- 2010: Jan Dismas Zelenka, Missa Votiva. Kammerchor Stuttgart, Barockorchester Stuttgart.
- 2012: Justin Heinrich Knecht, Grande Symphonie. Hofkapelle Stuttgart.
- 2013: Johann Sebastian Bach, Motetten. Kammerchor Stuttgart.
- 2014: Norbert Burgmüller, Klavierkonzert op. 1, Entr’actes op. 17. Hofkapelle Stuttgart.

Diapason d’or de l’année
- 2003: Wolfgang Amadeus Mozart, Requiem. Kammerchor Stuttgart, Barockorchester Stuttgart.

Preis der deutschen Schallplattenkritik
Referenz für die Auszeichnungen ab 2001:
- Bestenliste 1983 – Für Felix Mendelssohn Bartholdy, Hör mein Bitten (Kirchenwerke I). Kammerchor Stuttgart. Ensemble ’76 Stuttgart.
- Bestenliste 1986 – Für Felix Mendelssohn Bartholdy, Vom Himmel hoch (Kirchenwerke II). Kammerchor Stuttgart, Württembergisches Kammerorchester Heilbronn.
- Bestenliste 1989 – Für Joseph Gabriel Rheinberger, Missa Es-Dur op. 109. Kammerchor Stuttgart, Ensemble ’76 Stuttgart.
- Bestenliste 1996 – Für Franz Schubert, Messe Nr. 6 Es-Dur D950. Kammerchor Stuttgart, Die deutsche Kammerphilharmonie Bremen.
- Bestenliste 1997 – Für Felix Mendelssohn Bartholdy, Denn er hat seinen Engeln befohlen (Kirchenwerke V). Kammerchor Stuttgart, Württembergisches Kammerorchester Heilbronn.
- Bestenliste 1998 – Für Johannes Brahms, Lieder, Romanzen und Gesänge. Kammerchor Stuttgart.
- Bestenliste 1992 – Für Anton Bruckner, Messe Nr. 2 in e-Moll für achtstimmigen Chor und Bläser. Kammerchor Stuttgart, Die Deutsche Kammerphilharmonie Bremen.
- Bestenliste 2001/1 – Chorwerke. Für Jan Dismas Zelenka, Missa Dei Patris. Kammerchor Stuttgart, Barockorchester Stuttgart.
- Bestenliste 2001/3 – Chorwerke. Für Lux aeterna... (Werke von Domenico Scarlatti, Gustav Mahler, György Ligeti und Anne Boyd).
- Bestenliste 2005/1 – Chorwerke. Für Gottfried August Homilius, Sehet, welch eine Liebe (Motetten).
- Bestenliste 2005/4 – Chorwerke. Für Johann Sebastian Bach, Oster-Oratorium BWV 249; Carl Philipp Emanuel Bach: Danket dem Herrn; Heilig. Kammerchor Stuttgart, Barockorchester Stuttgart.
- Bestenliste 2006/3 – Chorwerke. Für Felix Mendelssohn Bartholdy, Hebe deine Augen auf. (Kirchenwerke VII).
- Bestenliste 2010/3 – Alte Musik. Für Jan Dismas Zelenka, Missa votiva.
- Bestenliste 2012/3  – Für Otto Nicolai, Herr, auf dich traue ich. Kammerchor Stuttgart.
- Bestenliste 2013/1 – Für Arnold Mendelssohn, Deutsche Messe op. 89. Vokalensemble Stuttgart.
- Bestenliste 2014/4 – Für Louis Spohr, Die letzten Dinge. Winkel, Harmsen, Weller, Wolff, Kammerchor Stuttgart, Die Deutsche Kammerphilharmonie Bremen.
- Bestenliste 2017/3 – Für Felix Mendelssohn Bartholdy, Lieder im Freien zu singen. Kammerchor Stuttgart.
- Bestenliste 2018/1 – Für György Ligeti, Requiem. Kammerchor Stuttgart, Danubia Orchestra Óbuda.

Gramophone Magazine critic’s choice
- 2007: Johann Sebastian Bach, h-Moll Messe. Kammerchor Stuttgart. Barockorchester Stuttgart.

Gramophone Magazine critic’s choice – records of the year
- Johann Sebastian Bach, Weltliche Kantaten. Kammerchor Stuttgart, Concerto Köln.
- 1992 Christoph Willibald Gluck, Orfeo ed Euridice (Wiener Fassung von 1762). Kammerchor Stuttgart, Tafelmusik Baroque Orchestra.
- 1995: Niccolò Jommelli, Didone abbandonata. Stuttgarter Kammerorchester.

## Auszeichnungen
- 1993: Bundesverdienstkreuz am Bande[9]
- 2001: Robert-Edler-Preis für Chormusik[9]
- 2002: Verdienstmedaille des Landes Baden-Württemberg[9]
- 2004: Preis der Europäischen Kirchenmusik Schwäbisch Gmünd[9]
- 2009: Bach-Medaille der Stadt Leipzig[9]
- 2017: Ernennung zum Ehrenmitglied des Tonkünstlerverbandes Baden-Württemberg[10]